# Mario Milano
Mario Milano (Nicastro, 23 aprile 1936) è un arcivescovo cattolico italiano, dal 15 gennaio 2011 vescovo emerito di Aversa.

## Biografia
Nacque a Nicastro, sede vescovile in provincia di Catanzaro, il 23 aprile 1936.

### Ministero episcopale
Eletto arcivescovo di Sant'Angelo dei Lombardi-Conza-Nusco-Bisaccia il 14 dicembre 1989, ricevette l'ordinazione episcopale il 6 gennaio 1990 da papa Giovanni Paolo II, co-consacranti gli arcivescovi Giovanni Battista Re e Miroslav Stefan Marusyn. Negli anni di permanenza nell'arcidiocesi irpina furono riaperte o ricostruite numerose chiese e strutture diocesane che erano state danneggiate dal violento terremoto del 1980.
Il 28 febbraio 1998 fu trasferito alla più popolosa diocesi di Aversa, conservando il titolo personale di arcivescovo. In un territorio segnato da gravi problemi di criminalità, il suo episcopato si è contraddistinto per la celebrazione del congresso eucaristico e del sinodo diocesano.
Non sono tuttavia mancati episodi controversi, che hanno attratto l'attenzione della stampa sul suo operato, ritenuto "troppo morbido nei confronti della camorra". Tra questi, il diniego ad avviare il processo diocesano per la beatificazione di don Peppino Diana, sacerdote della diocesi di Aversa ucciso in un attentato camorristico a Casal di Principe nel 1994. Milano, nel 2007, vietò la presentazione de Il costo della memoria, una biografia sul sacerdote edita dalle Edizioni Paoline che stigmatizzava la ritrosia della diocesi a indicare la matrice camorristica dell'omicidio, e cancellò l'intervento del vescovo di Caserta Raffaele Nogaro, amico d'infanzia di Diana, alla manifestazione "Io c'ero", dedicata alla memoria del presbitero.
In occasione dell'intitolazione di un centro pastorale a San Cipriano d'Aversa dedicato all'imprenditore Dante Passarelli, morto mentre era sotto processo per camorra, il presule dichiarò alla stampa: "Se Passarelli ha sbagliato a noi non interessa, noi dobbiamo amare ancor più chi sbaglia" salvo poi chiedere la rimozione della targa di intitolazione.
Nel 2008 alcuni commentatori stigmatizzarono la mancata presa di posizione del vescovo nei confronti di un sacerdote arrestato di pedofilia e successivamente condannato. Analogamente, suscitò malumori la soppressione di iniziative pastorali destinate a omosessuali, a genitori di disabili e tossicodipendenti e a giovani in crisi.
Nel 2010, delle polemiche derivarono dall'ingiunzione di sfratto e dalla minaccia di secolarizzazione per le anziane monache di clausura del convento delle Cappuccinelle di Aversa.
Il 14 dicembre 2010, pochi mesi prima del compimento del 75º anno d'età, ha annunciato le dimissioni dall'ufficio di vescovo di Aversa per motivi di salute, sebbene alcuni organi di stampa abbiano ricondotto tale annuncio a pressioni provenienti dal Vaticano per non essere intervenuto nei confronti di un presunto prete pedofilo, e averlo semplicemente trasferito. Il 15 gennaio 2011 papa Benedetto XVI ha nominato suo successore Angelo Spinillo trasferendolo dalla diocesi di Teggiano-Policastro. Da arcivescovo emerito ha fissato il suo domicilio a Frattamaggiore in una casa canonica della basilica di San Sossio.

## Genealogia episcopale
La genealogia episcopale è:
- Cardinale Scipione Rebiba
- Cardinale Giulio Antonio Santori
- Cardinale Girolamo Bernerio, O.P.
- Arcivescovo Galeazzo Sanvitale
- Cardinale Ludovico Ludovisi
- Cardinale Luigi Caetani
- Cardinale Ulderico Carpegna
- Cardinale Paluzzo Paluzzi Altieri degli Albertoni
- Papa Benedetto XIII
- Papa Benedetto XIV
- Papa Clemente XIII
- Cardinale Enrico Benedetto Stuart
- Papa Leone XII
- Cardinale Chiarissimo Falconieri Mellini
- Cardinale Camillo Di Pietro
- Cardinale Mieczysław Halka Ledóchowski
- Cardinale Jan Maurycy Paweł Puzyna de Kosielsko
- Arcivescovo Józef Bilczewski
- Arcivescovo Bolesław Twardowski
- Arcivescovo Eugeniusz Baziak
- Papa Giovanni Paolo II
- Arcivescovo Mario Milano